# Benedikt Faber
Benedikt (Benedict) Faber (* um 1580 in Hildburghausen; † 28. April 1634 in Coburg) war ein deutscher Komponist.

## Leben und Wirken
Benedikt Faber war vermutlich ein Sohn des Hildburghausener Rektors und späteren Erzdiakons Johann Christoph Faber (1546/47–1633) und der Anna Virnin, Schwester eines Pfarrers in Häselrieth. Laut Allg. Deutscher Biographie war er dagegen ein Sohn des Schneiders Claus Schmied, dessen Vater der Pfarrer Wilhelm Schmied, genannt Faber, war. 
Faber selbst heiratete am 23. November 1618 in Coburg eine Frau namens Helena, mit der er einen Sohn und eine Tochter hatte. Seine Ehefrau war eine Tochter des Coburger Bürgers und Zinkhornbläsers Ambrosius Hacker.
Faber erhielt eine Ausbildung in Augsburg und lernte dort als „condiscipulus“ (Mitschüler) Melchior Francks. Zu seinen Lehrern könnte Adam Gumpelzhaimer gehört haben. Um 1602 ging er nach Coburg und trat dort als Musicus in die Hofkapelle ein. Anlässlich der Hochzeit Melchior Francks im Jahr 1607 komponierte er ein 8-stimmiges „Canticum gratulatorium“. Franck integrierte anschließend zwischen 1608 und 1614 wiederholt Werke Fabers in seine eigenen Sammlungen, was ebenfalls zeigt, dass beide freundschaftlich verbunden waren.
Fabers Kompositionen existieren heute nicht mehr vollständig. Mit dem „Triumphus musicalis in Victoriam Resurrectionis Christi“, das er 1609 in Coburg schrieb, schuf er eine von wenigen bekannten Vertonungen der Auferstehung Jesu Christi aus dem frühen 17. Jahrhundert. Das heute vermutlich nicht mehr vorhandene Werk gilt daher als bedeutend für die Musikgeschichte. Darüber hinaus existieren heute noch viele Gelegenheitswerke und die größeren „Sacrae Cantiones“, die 1604 und 1610 in Coburg verlegt wurden. Es handelte sich dabei um insgesamt 29 Motetten für vier bis acht Stimmen.
Faber schrieb seine Chorsätze vorzugsweise aufgelockert-homophon und orientierte sich dabei an den mehrchörigen Kompositionen seines Freundes Franck.